# مدرسة الكويت الوطنية الإنجليزية
مدرسة الكويت الوطنية الإنجليزية هي مدرسة بريطانية دولية تقع في حولي، الكويت. تأسست المدرسة في عام 1996. المنهج التعليمي للمدرسة يقوم على كل من المنهج البريطاني وكذلك المنهج الموضوع من قبل وزارة التربية والتعليم الكويتية.